# Busquístar
Busquístar es una localidad y municipio español situado en la parte central de la comarca de la Alpujarra Granadina, en la provincia de Granada, comunidad autónoma de Andalucía. Cuenta con una población de 308 habitantes (INE 2024).
El municipio busquisteño comprende los núcleos de población de Busquístar —capital municipal—, Los Llanos y Los Caballeros.

## Historia
Durante la dominación musulmana perteneció a ŷuz de Farrayra y Buqayra primero, y luego a la taha de Ferreyra. En 1499 fue entregada en señorío al Gran Capitán junto a la taha de Órgiva, manteniendo este estatus hasta la desaparición de los señoríos en el siglo XIX.
Al sureste de la población, en la cumbre de un cerro cercano al que da nombre, hay restos de un asentamiento medieval mozárabe conocido como La Mezquita, donde pudo estar el origen de la población actual.
Buena parte de su territorio se encuentra dentro del Sitio Histórico de la Alpujarra, y por su término transcurre la Ruta Medieval.

## Geografía
Se encuentra situada a una altitud de 1159 m y a 78,1 kilómetros de la capital de provincia, Granada.
El río que pasa por Busquístar es el de Trevélez, caudaloso incluso en verano debido a las nieves del Mulhacén; sus aguas, en las que se pueden encontrar especies como la trucha, forman diversos pozos para el baño. Los caminos para llegar a dichos pozos se llaman escarihuelas, y están construidos en zigzag sobre la ladera de la montaña, a veces tallando la piedra.
| Noroeste: Pórtugos | Norte: Trevélez          | Nordeste: Trevélez y Juviles |
| Oeste: Pórtugos    |                          | Este: Cástaras               |
| Suroeste: La Taha  | Sur: La Taha y Almegíjar | Sureste: Almegíjar           |

## Demografía
Busquístar cuenta con una población de 308 habitantes (INE 2024).
| Gráfica de evolución demográfica de Busquístar entre 1842 y 2021                                                    |
| |
| Población de derecho según los censos de población del INE Población de hecho según los censos de población del INE |

### Población por núcleos
Desglose de población según el Padrón Continuo por Unidad Poblacional del INE.
| Núcleos        | Habitantes (2014) | Varones | Mujeres |
| -------------- | ----------------- | ------- | ------- |
| Busquístar     | 273               | 142     | 131     |
| Los Caballeros | 5                 | 4       | 1       |
| Los Llanos     | 18                | 11      | 7       |

## Economía

### Evolución de la deuda viva municipal
| Gráfica de evolución de deuda viva del Ayuntamiento de Busquístar entre 2008 y 2019                                |
| |
| Deuda viva del Ayuntamiento de Busquístar en miles de euros según datos del Ministerio de Hacienda y Ad. Públicas. |

## Administración y política
Los resultados en Busquístar de las últimas elecciones municipales, celebradas en mayo de 2023, son:
| Elecciones Municipales - Busquístar (2023) | Elecciones Municipales - Busquístar (2023) | Elecciones Municipales - Busquístar (2023) | Elecciones Municipales - Busquístar (2023) | Elecciones Municipales - Busquístar (2023) |
| Partido político                           | Partido político                           | Votos                                      | Votos                                      | Concejales                                 |
| ------------------------------------------ | ------------------------------------------ | ------------------------------------------ | ------------------------------------------ | ------------------------------------------ |
|                                            | Partido Socialista Obrero Español (PSOE)   | 153                                        | 55,63 %                                    | 4                                          |
|                                            | Partido Popular (PP)                       | 121                                        | 44,00 %                                    | 3                                          |

### Alcaldes
| Legislatura | Nombre                     | Grupo |
| ----------- | -------------------------- | ----- |
| 1979-1983   |                            |       |
| 1983-1987   |                            |       |
| 1987-1991   |                            |       |
| 1991-1995   | Rafael Martínez Madrid     | PSOE  |
| 1995-1999   | Juan Felipe Vargas Rega    | PP    |
| 1999-2003   | Juan Felipe Vargas Rega    | PP    |
| 2003-2007   | Juan Felipe Vargas Rega    | PP    |
| 2007-2011   | Elisabet Lizana Puentedura | PP    |
| 2011-2015   | Elisabet Lizana Puentedura | PP    |
| 2015-2019   | Elisabet Lizana Puentedura | PP    |
| 2019-2023   | Joaquín Álvarez Molina     | PSOE  |
| 2023-act.   | Joaquín Álvarez Molina     | PSOE  |

## Cultura
El pueblo se caracteriza por las construcciones de sus casas estilo alpujarreño con terraos planos —antes de launa— y las antiguas casas de piedra o pintadas con cal.

### Fiestas

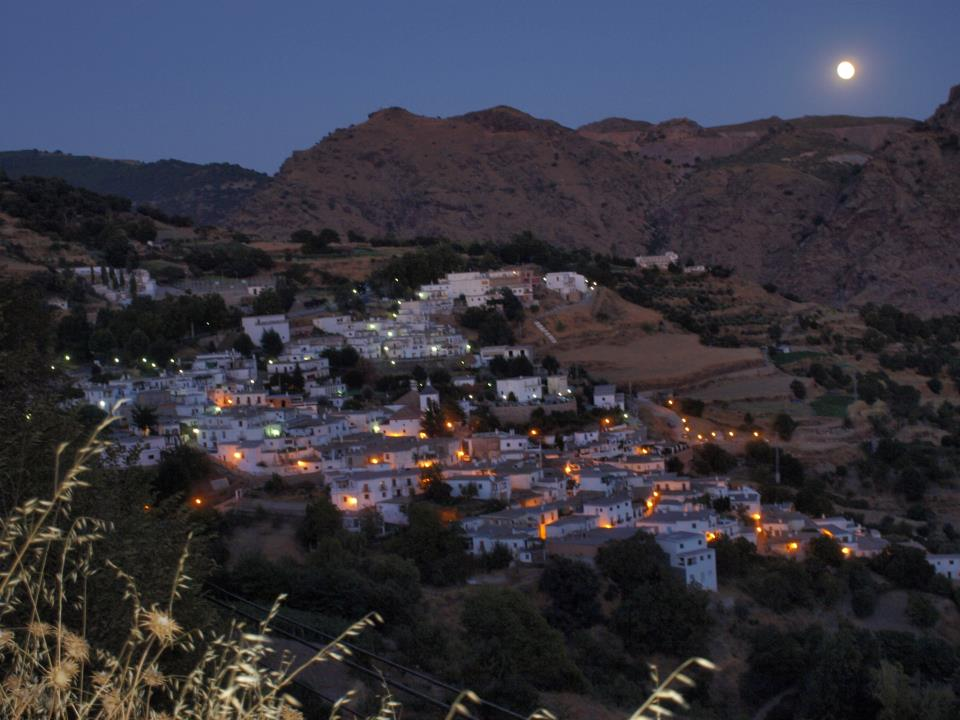
Vista del pueblo al atardecer

Sus fiestas patronales se celebran a primeros del mes de mayo en honor de los santos San Felipe y Santiago y la Virgen de los Dolores. Estas fiestas, que suelen durar tres o cuatro días, cuentan con infinidad de festejos tradicionales como las corridas de cintas a caballo y verbenas nocturnas amenizadas con grupos musicales de la región. Las imágenes de los patronos recorren el pueblo en procesión.
También cabe destacar del 6 al 13 de junio la Semana Cultural en la que se dan comidas variadas a los visitantes y bastantes eventos y actuaciones. Sobre el 29 de junio se hace una pequeña fiesta en honor a San Pedro donde se sube a la ermita en romería.
El sábado posterior al 16 de julio se celebra el día de la Virgen del Carmen, precedido de una novena en honor a la Virgen y que culmina dicho sábado con una solemne Eucaristía y posterior procesión por las calles del pueblo. Entre los días 6 a 9 de agosto se suele hacer una fiesta para los emigrados del pueblo que solo pueden venir de vacaciones en verano, y en los últimos 8 años se hace coincidir con el Festival de Jazz & Blues de La Alpujarra Villa de Busquístar, donde se dan cita primeras figuras de este estilo.

### Gastronomía
Entre su variada gastronomía destacan el cocido de hinojos; las migas de sémola con torreznos y picatostes compuestos de longaniza frita, bacalao, pimientos fritos, pimientos rojos tostados, ajos asados, etc.; o las gachas con caldo de pescado aparte, hechas de harina de trigo. Algunos de los postres más típicos son los peñascos y la leche frita.